# Julius Steiner (Bildhauer)

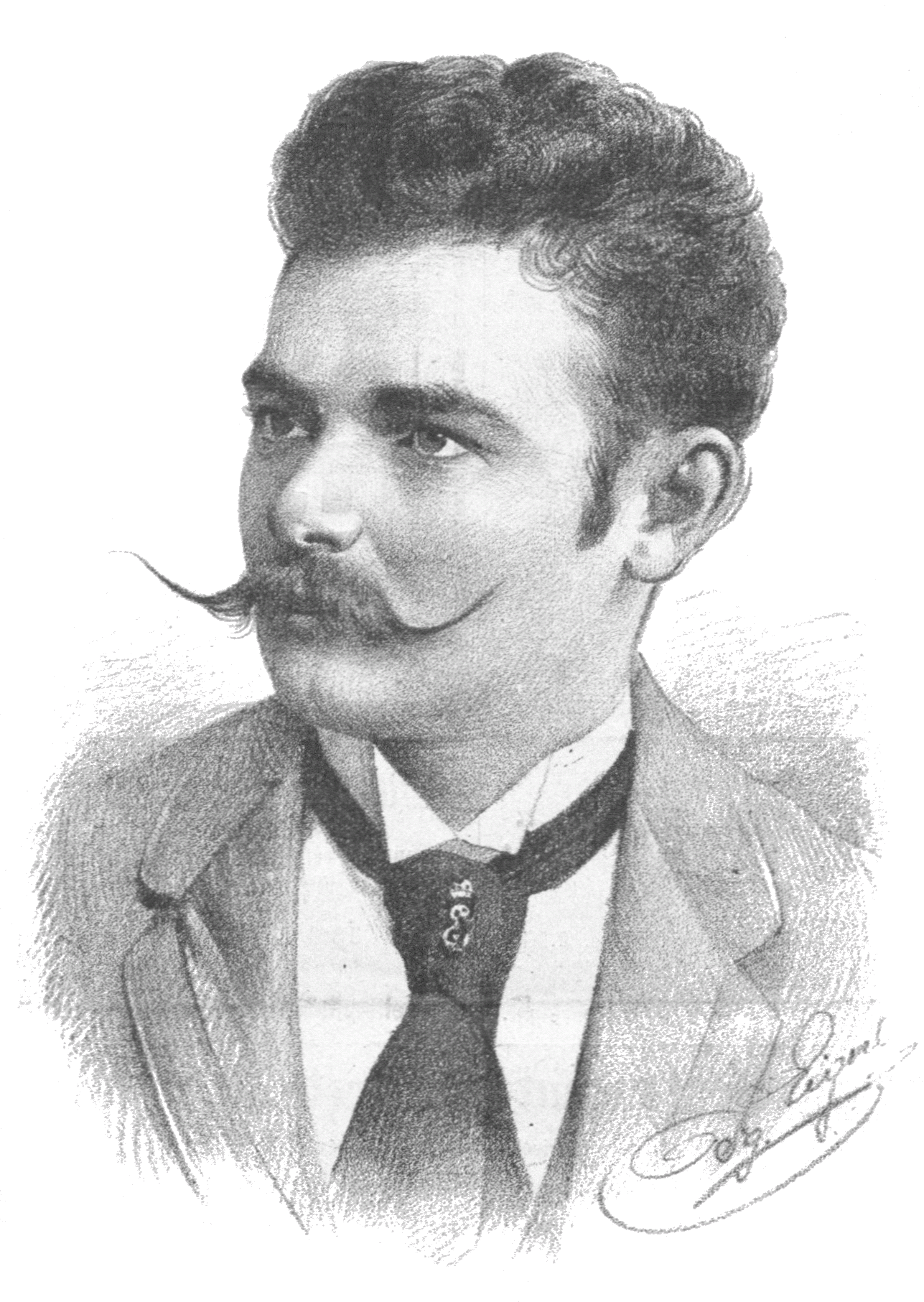
Julius Steiner

Julius Steiner (* 4. März 1863 in Innsbruck; † 19. Februar 1904 in Wien) war ein Tiroler Bildhauer.

## Biografie

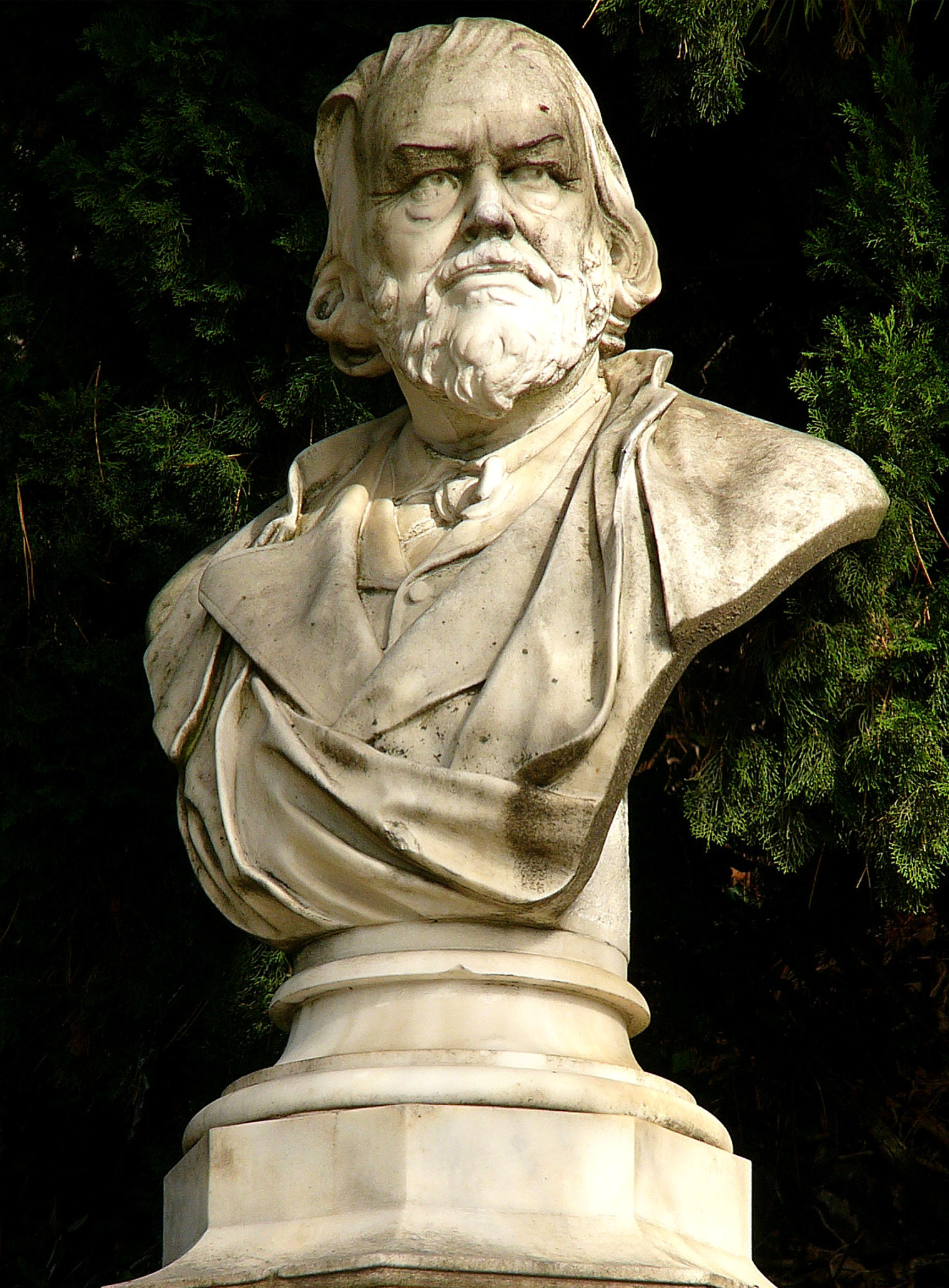
Büste Franz Tappeiners am Tappeinerweg in Meran

Steiner war der älteste Sohn von Sebastian Steiner und studierte bei Viktor Tilgner. Außer in Meran wohnte und arbeitete er in Bad Ischl und Wien. Er schuf über 2.000 Porträtbüsten, zumeist für Angehörige des gehobenen Adels. Unter seinen Auftraggebern befanden sich Franz Joseph I. und Elisabeth von Österreich-Ungarn. Ein Teil seiner Werke befindet sich heute im Palais Mamming Museum und in der Wiener Hofburg. Seine Büste Franz Tappeiners befindet sich am Tappeinerweg in Meran.